# Engadine
Engadine är en del av en befolkad plats i Australien. Den ligger i kommunen Sutherland Shire och delstaten New South Wales, i den sydöstra delen av landet, omkring 29 kilometer sydväst om delstatshuvudstaden Sydney.
Runt Engadine är det tätbefolkat, med 636 invånare per kvadratkilometer.. Närmaste större samhälle är Bankstown, omkring 17 kilometer norr om Engadine. 
I omgivningarna runt Engadine växer i huvudsak städsegrön lövskog. Genomsnittlig årsnederbörd är 1 507 millimeter. Den regnigaste månaden är juni, med i genomsnitt 232 mm nederbörd, och den torraste är juli, med 39 mm nederbörd.